# NUTS:CZ
Als NUTS:CZ oder NUTS-Regionen in Tschechien bezeichnet man die territoriale Gliederung der Tschechischen Republik gemäß der europäischen „Systematik der Gebietseinheiten für die Statistik“ (NUTS).

## Grundlagen
In Tschechien werden die drei NUTS- und zwei LAU-Ebenen wie folgt belegt:
- NUTS-1: Tschechien
- NUTS-2: 8 Regiony soudržnosti
- NUTS-3: 14 Kraje (Regionen/Kreise)
- LAU: 6.258 Obce (Gemeinden) (bis 2017: LAU-1: 77 Okresy (Gemeindekreise), LAU-2: 6.251 Obce (Gemeinden))

| NUTS-2                       |                            |
| NUTS-3 bis 31. Dezember 2007 | NUTS-3 seit 1. Januar 2008 |

## Liste der NUTS-Regionen in Tschechien
| NUTS 1         | NUTS 1 | NUTS 2                             | NUTS 2 | NUTS 3                               | NUTS 3                 | NUTS 3               |
| území (Gebiet) | Code   | region                             | Code   | kraj (Region)                        | Code bis 31. Dez. 2007 | Code ab 1. Jan. 2008 |
| -------------- | ------ | ---------------------------------- | ------ | ------------------------------------ | ---------------------- | -------------------- |
| Česko          | CZ0    | Praha (Prag)                       | CZ01   | Hlavní město Praha (Hauptstadt Prag) | CZ010                  | CZ010                |
| Česko          | CZ0    | Střední Čechy (Mittelböhmen)       | CZ02   | Středočeský kraj                     | CZ020                  | CZ020                |
| Česko          | CZ0    | Jihozápad (Südwesten)              | CZ03   | Jihočeský kraj                       | CZ031                  | CZ031                |
| Česko          | CZ0    | Jihozápad (Südwesten)              | CZ03   | Plzeňský kraj                        | CZ032                  | CZ032                |
| Česko          | CZ0    | Severozápad (Nordwesten)           | CZ04   | Karlovarský kraj                     | CZ041                  | CZ041                |
| Česko          | CZ0    | Severozápad (Nordwesten)           | CZ04   | Ústecký kraj                         | CZ042                  | CZ042                |
| Česko          | CZ0    | Severovýchod (Nordosten)           | CZ05   | Liberecký kraj                       | CZ051                  | CZ051                |
| Česko          | CZ0    | Severovýchod (Nordosten)           | CZ05   | Královéhradecký kraj                 | CZ052                  | CZ052                |
| Česko          | CZ0    | Severovýchod (Nordosten)           | CZ05   | Pardubický kraj                      | CZ053                  | CZ053                |
| Česko          | CZ0    | Jihovýchod (Südosten)              | CZ06   | Kraj Vysočina                        | CZ061                  | CZ063                |
| Česko          | CZ0    | Jihovýchod (Südosten)              | CZ06   | Jihomoravský kraj                    | CZ062                  | CZ064                |
| Česko          | CZ0    | Střední Morava (Mittelmähren)      | CZ07   | Olomoucký kraj                       | CZ071                  | CZ071                |
| Česko          | CZ0    | Střední Morava (Mittelmähren)      | CZ07   | Zlínský kraj                         | CZ072                  | CZ072                |
| Česko          | CZ0    | Moravskoslezsko (Mähren-Schlesien) | CZ08   | Moravskoslezský kraj                 | CZ080                  | CZ080                |